# 吉川良
吉川 良（よしかわ まこと、1937年2月24日 - ）は、日本の作家、競馬作家。

## 来歴
東京生まれ。芝高等学校卒業後、駒澤大学仏教学部に進学するが、1年で中退した。薬品会社の営業、バーテンダー、宝石会社の外商など数々の職業を経験する。1978年、『自分の戦場』で第2回すばる文学賞受賞。1979年『八月の光を受けよ』で芥川賞候補、『その涙ながらの日』で二度目の候補、1980年『神田村』で三度候補となった。1999年、社台グループの総帥・吉田善哉の生涯を描いた『血と知と地 - 馬・吉田善哉・社台』がJRA賞馬事文化賞とミズノスポーツライター賞優秀賞を受賞した。
著作にはプロ野球、競馬などスポーツものが多い。

## 著書
- 『自分の戦場』集英社 1979
- 『その涙ながらの日』集英社 1980
- 『神田村』集英社 1980
- 『立ち止まっている男たち』集英社 1982
- 『中年は作家をめざす』同成社 1983
- 『セ・パさようならプロ野球』同成社 1983
- 『せんせい、質問 算数が出来なかったパパとママのために』春秋社 1984
- 『飛び立てぬ鳥たち』同成社 1984
- 『どうせなら笑って放浪 トーク・ジョーク・ウォーク』同成社 1985
- 『オゥッス!高校野球』正続 佐藤道輔共著 同成社 1985-1986
- 『どうせなら中産階級』学芸書林 1987
- 『君が代とわが世』本坊書房 1988
- 『繋 社台ファームに生きる人びと』本坊書房 1988
- 『競馬町交差点』本坊書房 1989
- 『ろくでなしの唄』有楽出版社・実業之日本社 1989
- 『海を抱く六ちゃん』実業之日本社 1989
- 『競馬情話・中年ジャンプ』本坊書房 1990
- 『快楽の海 長編青春官能ロマン』有楽出版社・実業之日本社 1990
- 『夢にキスして六ちゃん』実業之日本社 1990
- 『しあわせな競馬好きと呼ばれたいものだ』本坊書房 1990
- 『続 繋 社台ファームと仲間たち』本坊書房 1992
- 『アンチ巨人にございます』本坊書房 1993
- 『競馬人情』実業之日本社 1994
- 『競馬夢景色』競馬手帳社 1994
- 『青山墓地に雨が降る』広済堂出版 1996
- 『北の話・東京のなかの北海道』本坊書房 1998
- 『笑顔は無敵だ プロレスを愛し、ファンを愛したジャイアント馬場』PHP研究所（未知へのとびらシリーズ）1999
- 『血と知と地と 馬・吉田善哉・社台』ミデアム出版社 1999
- 『いのちの音 かけ橋になったスヒョン』PHP研究所（PHPにこにこえほん）2002
- 『サラブレッドへの手紙』源草社 2003
- 『人生をくれた名馬たち』1-2 毎日コミュニケーションズ（Mycom競馬文庫）2003-2005
- 『高知競馬のハルウララ』源草社 2004